# Pentadécane
Le pentadécane est un alcane linéaire de formule brute C15H32. Il possède 4 347 isomères structuraux.